# Společná základna Lewis-McChord

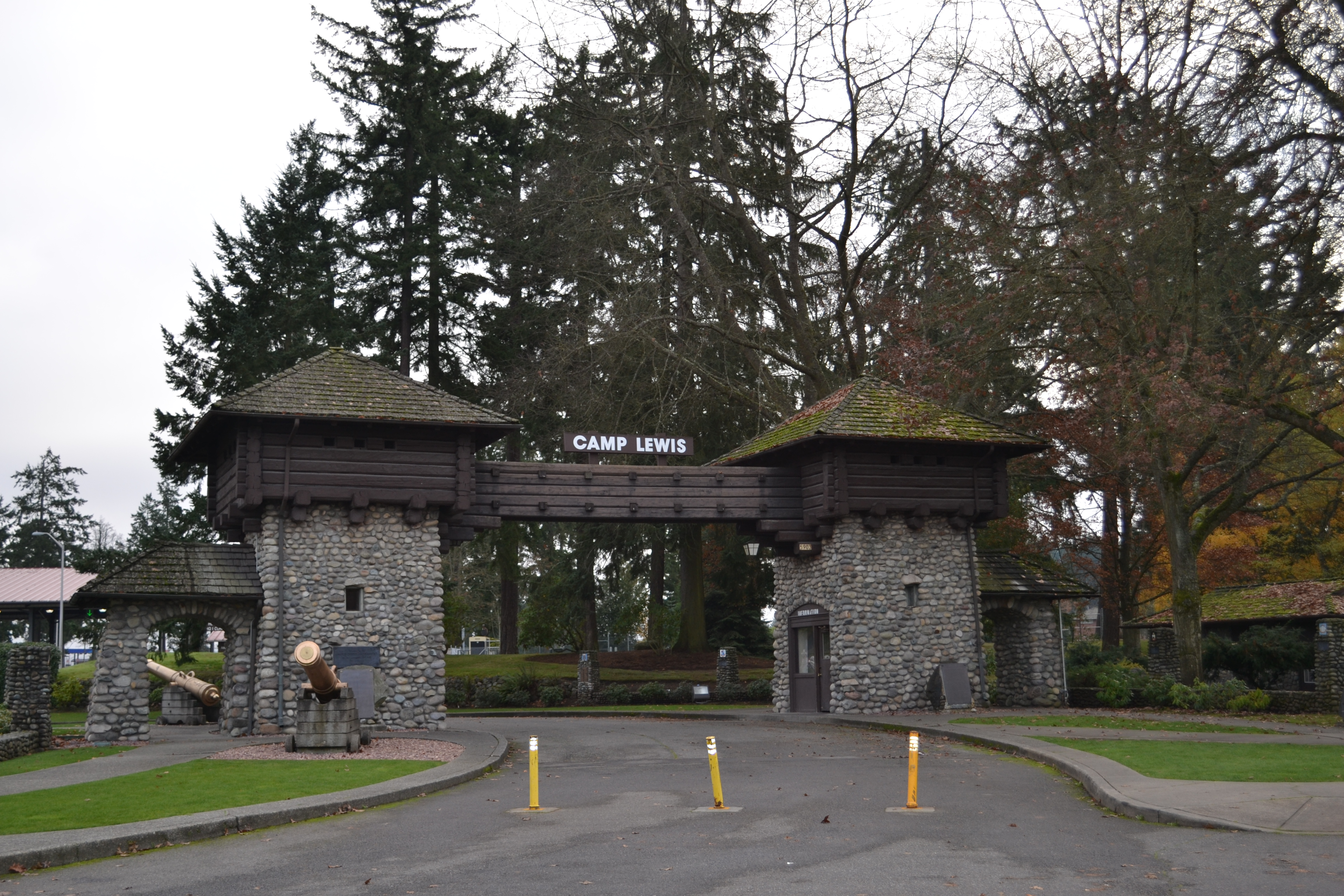
Historický vstup na základnu.

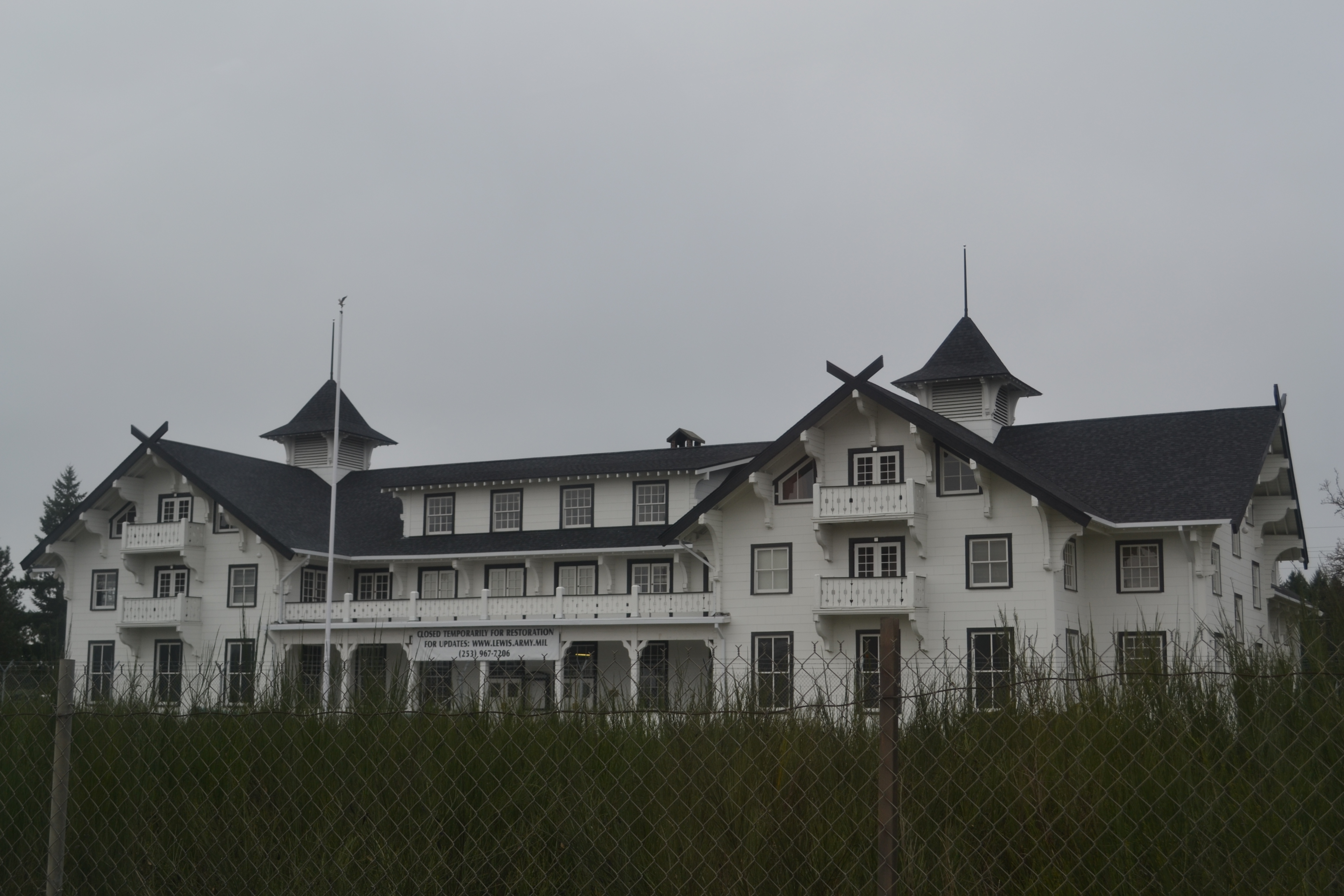
Vojenské muzeum na základně Fort Lewis.

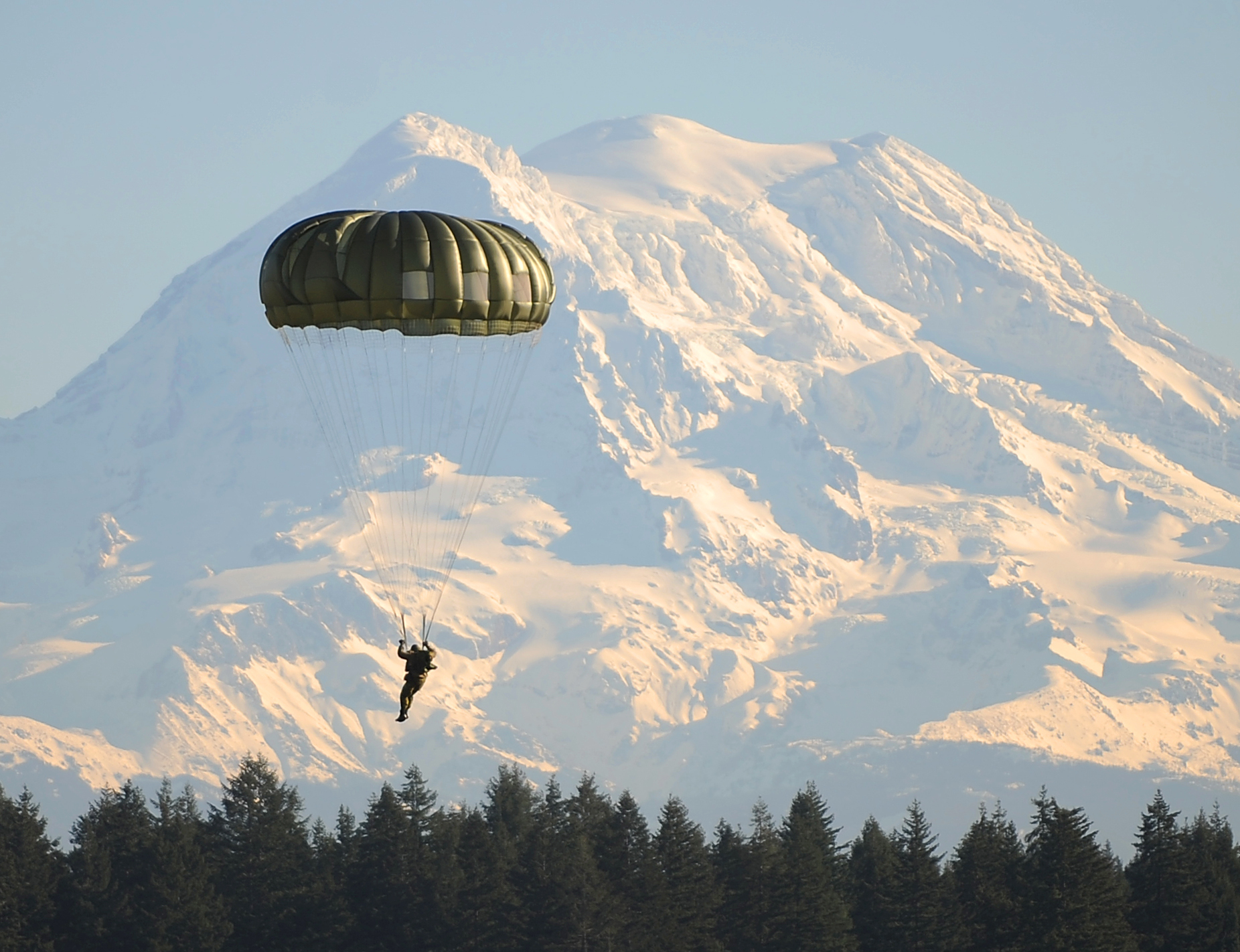
Seskok padákem na Fort Lewis, v pozadí Mount Rainier

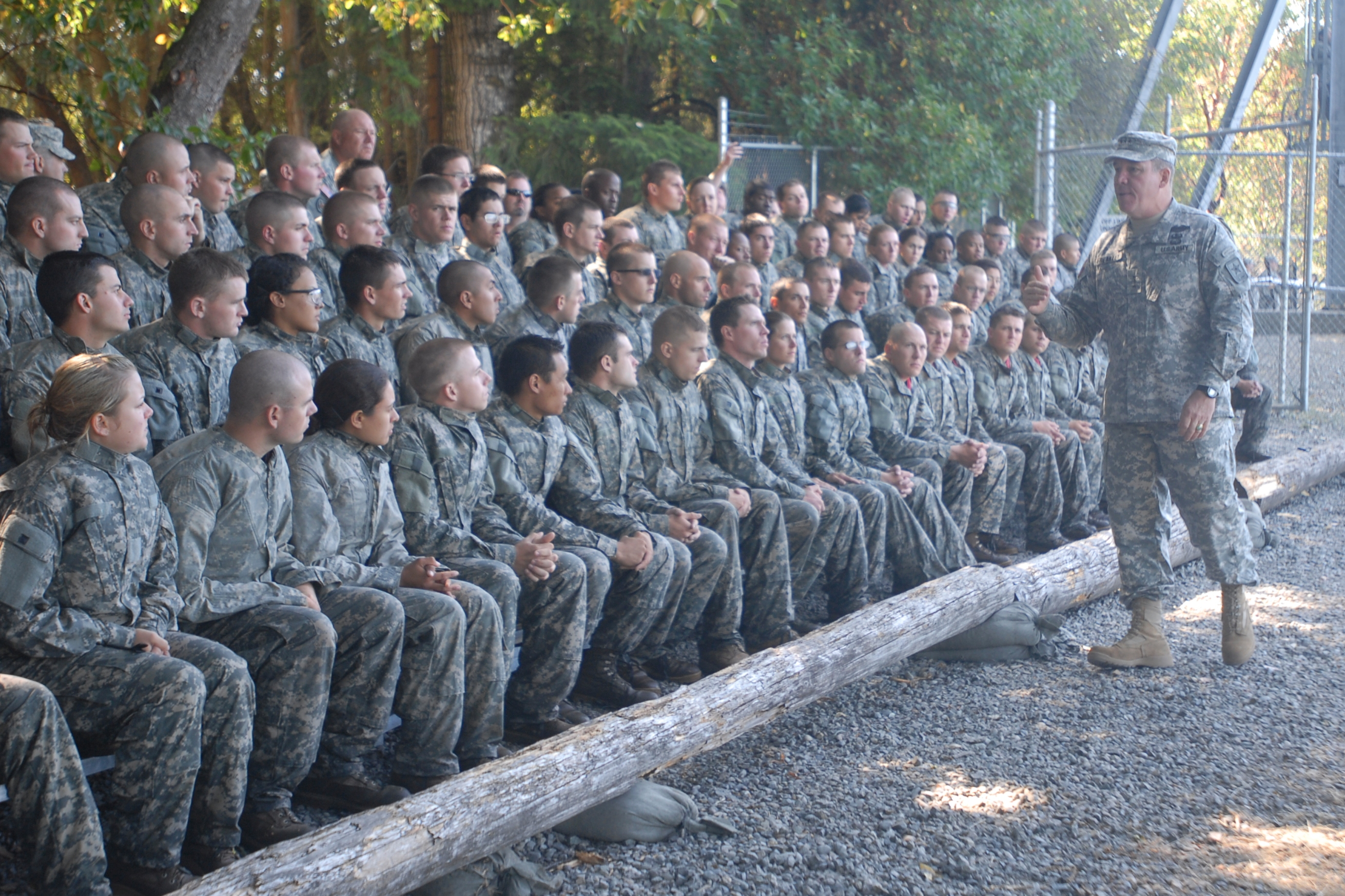
Kadeti americké armády a jejich velitel, generálporučík Benjamin C. Freakley

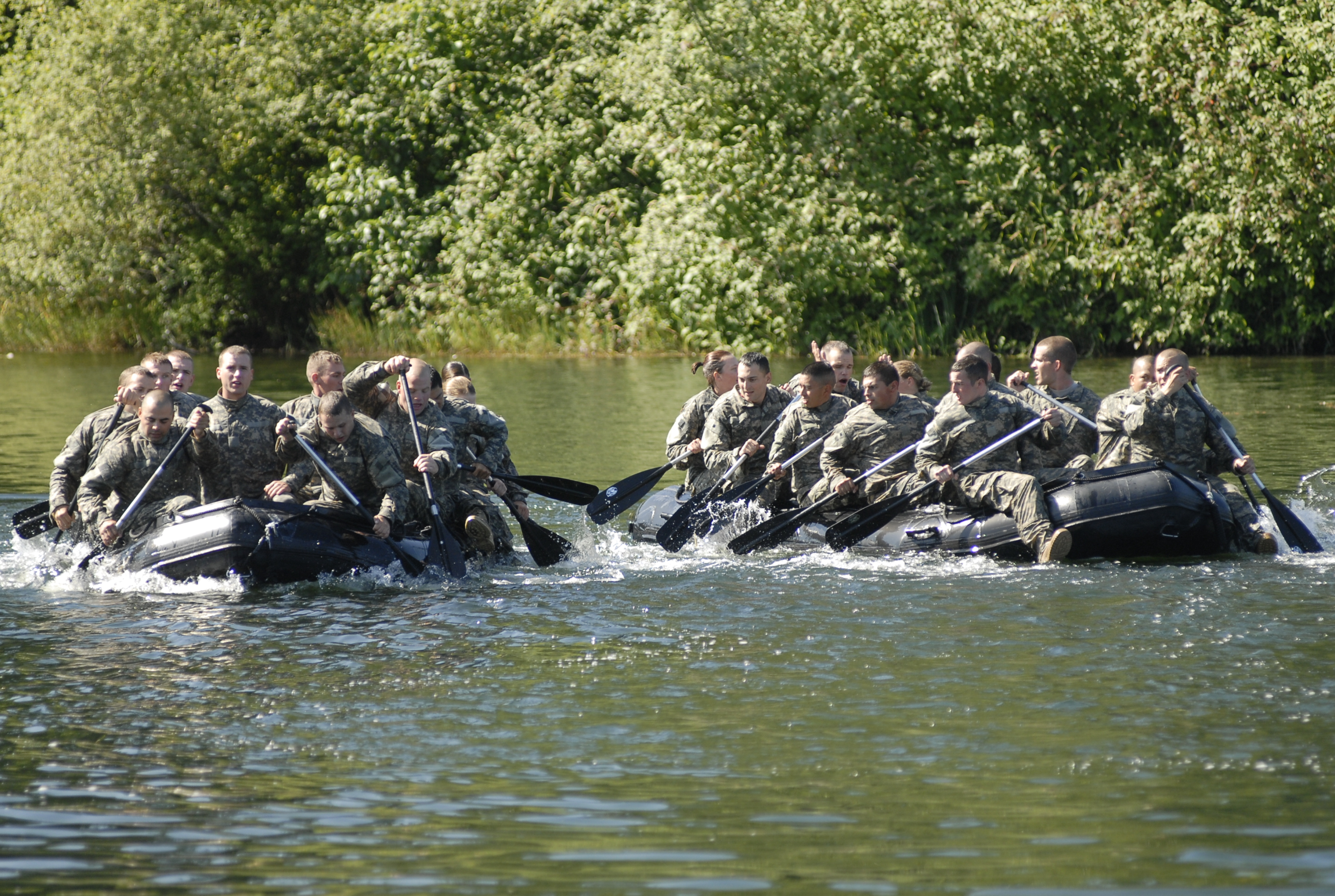
Část výcviku náhradních důstojníků na základně Fort Lewis

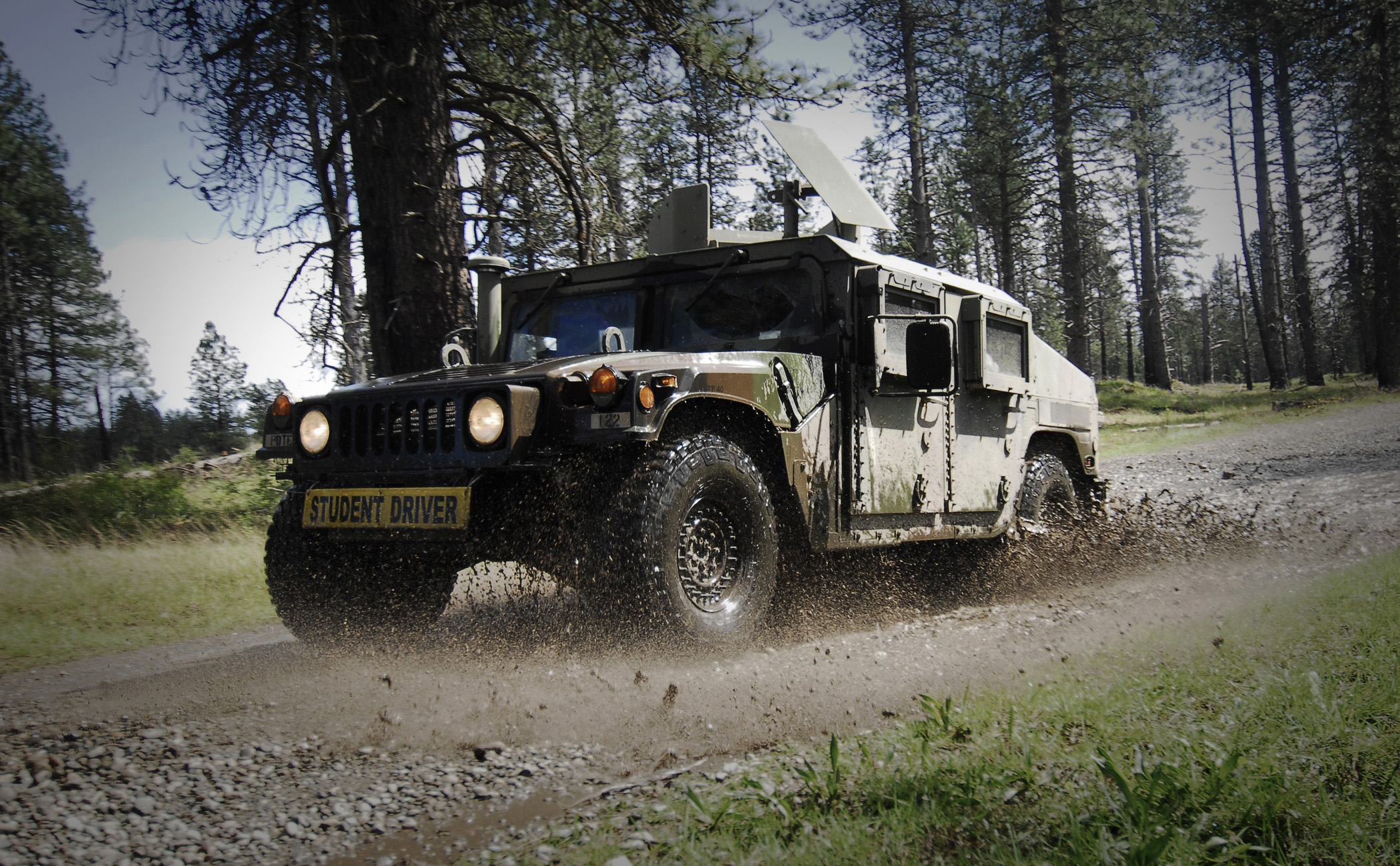
Vysoce mobilní multifunkční vozidlo při řidičském výcviku na základně Fort Lewis

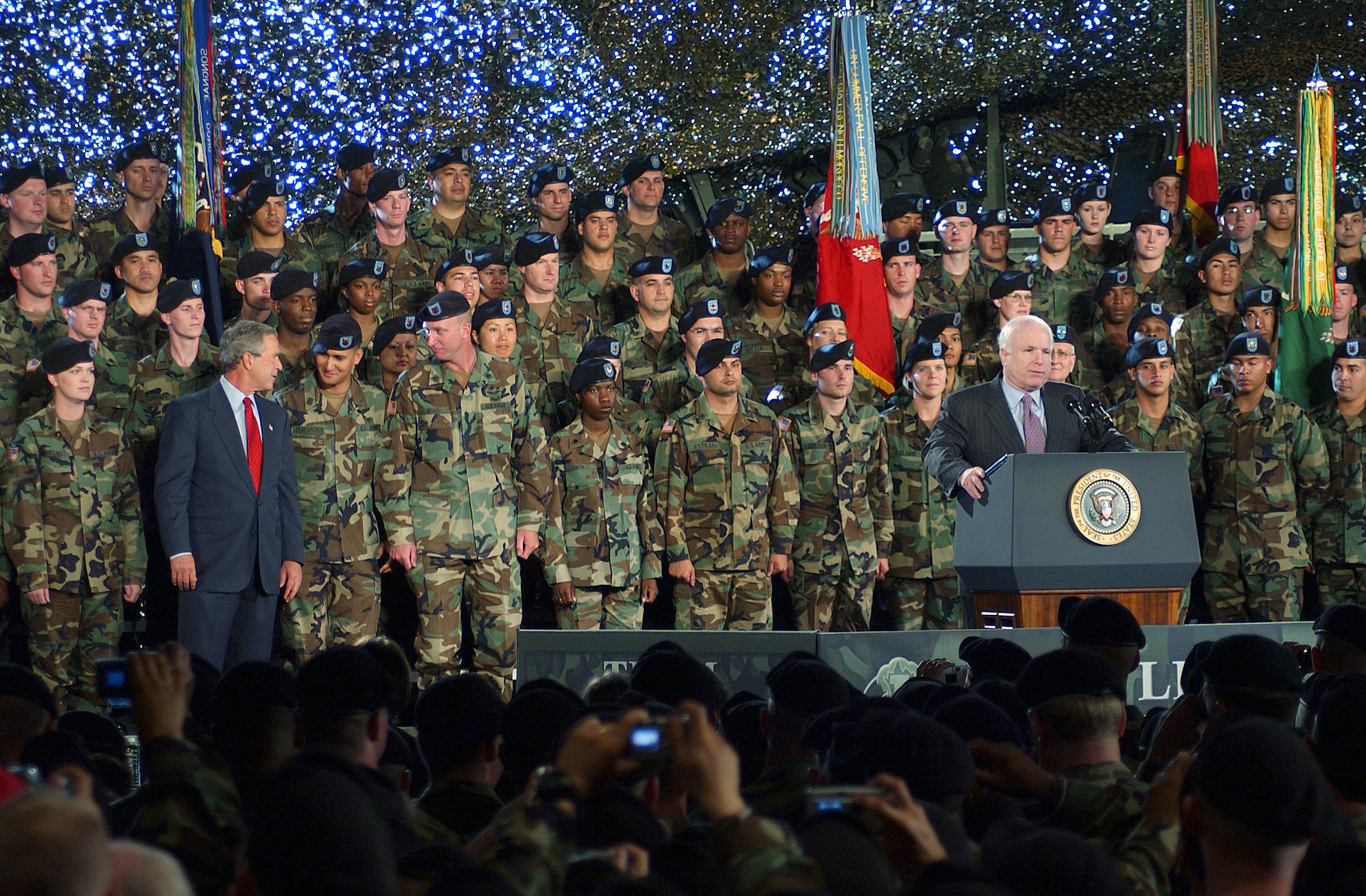
John McCain a George Bush při návštěvě Fort Lewis

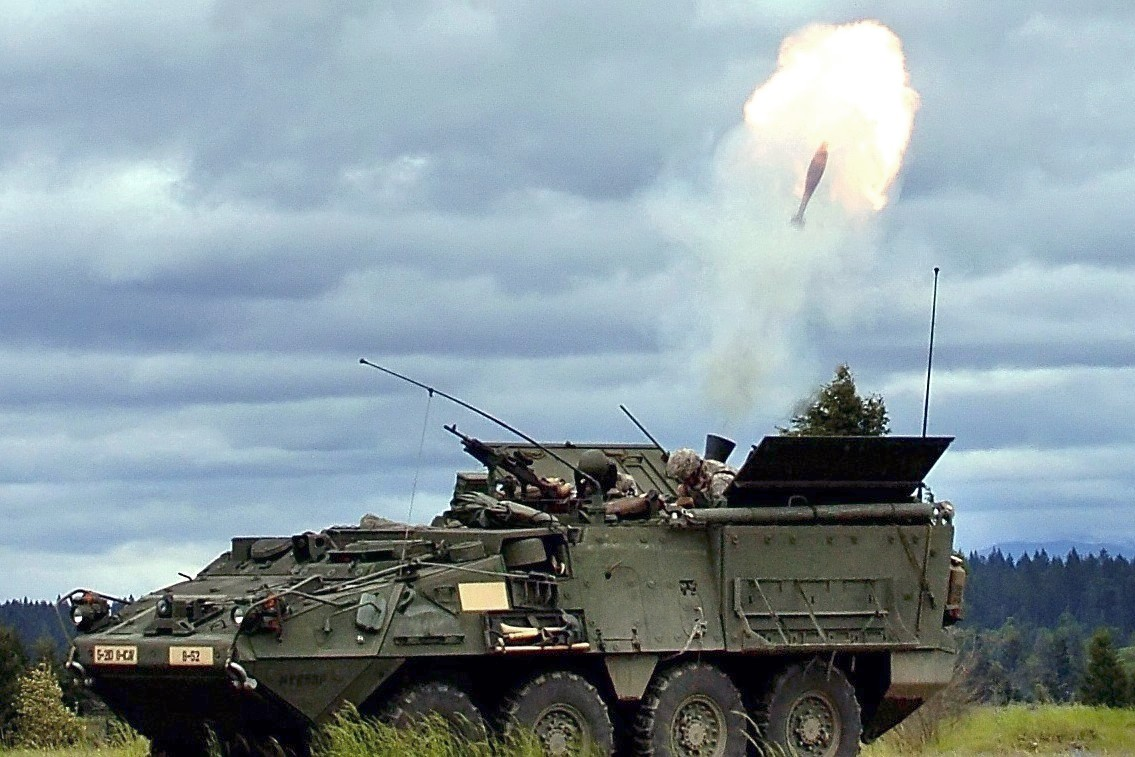
Obrněné vozidlo Stryker při dělostřeleckém výcviku na základně Fort Lewis

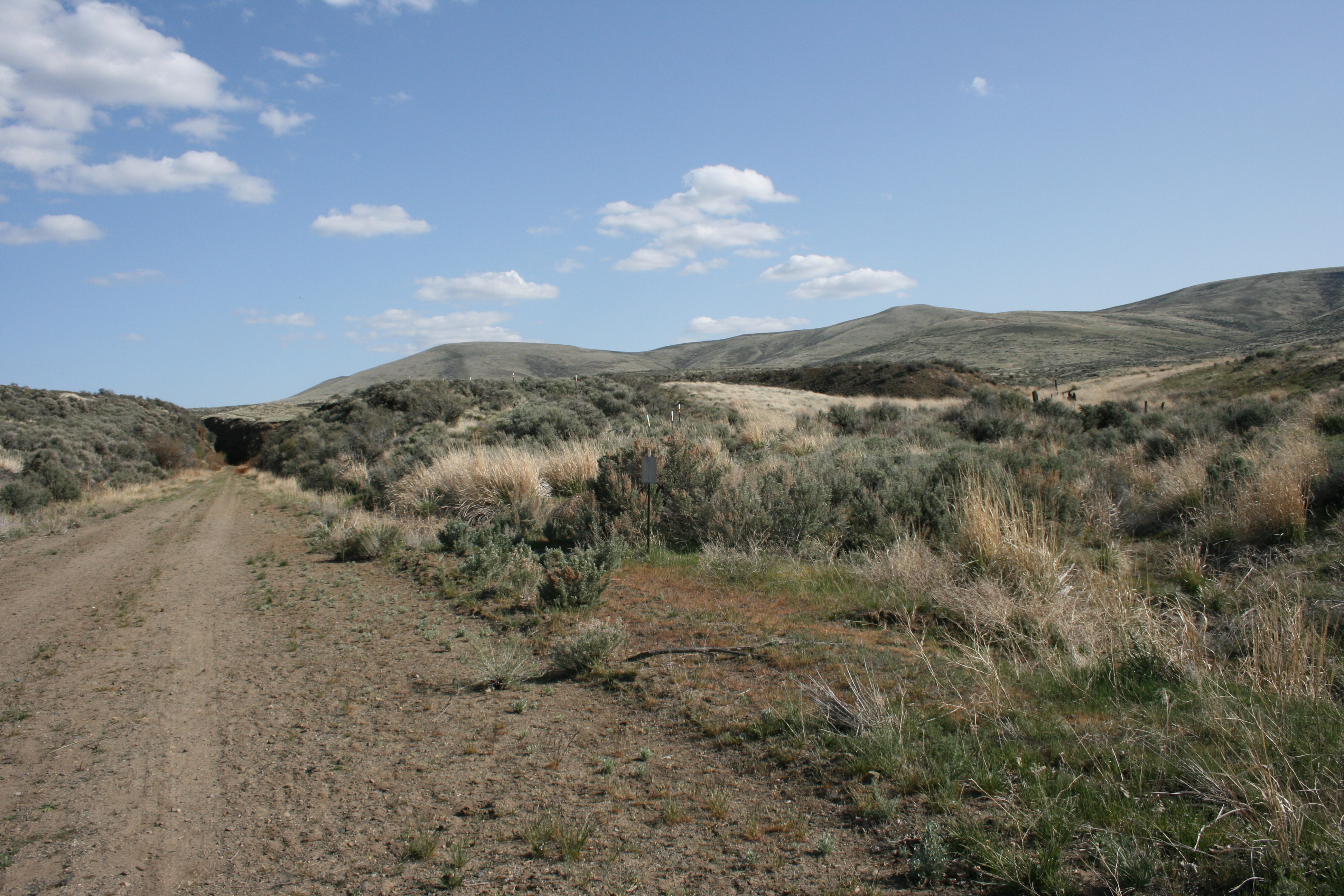
Pohled na Sedlové hory, které tvoří část výcvikového centra

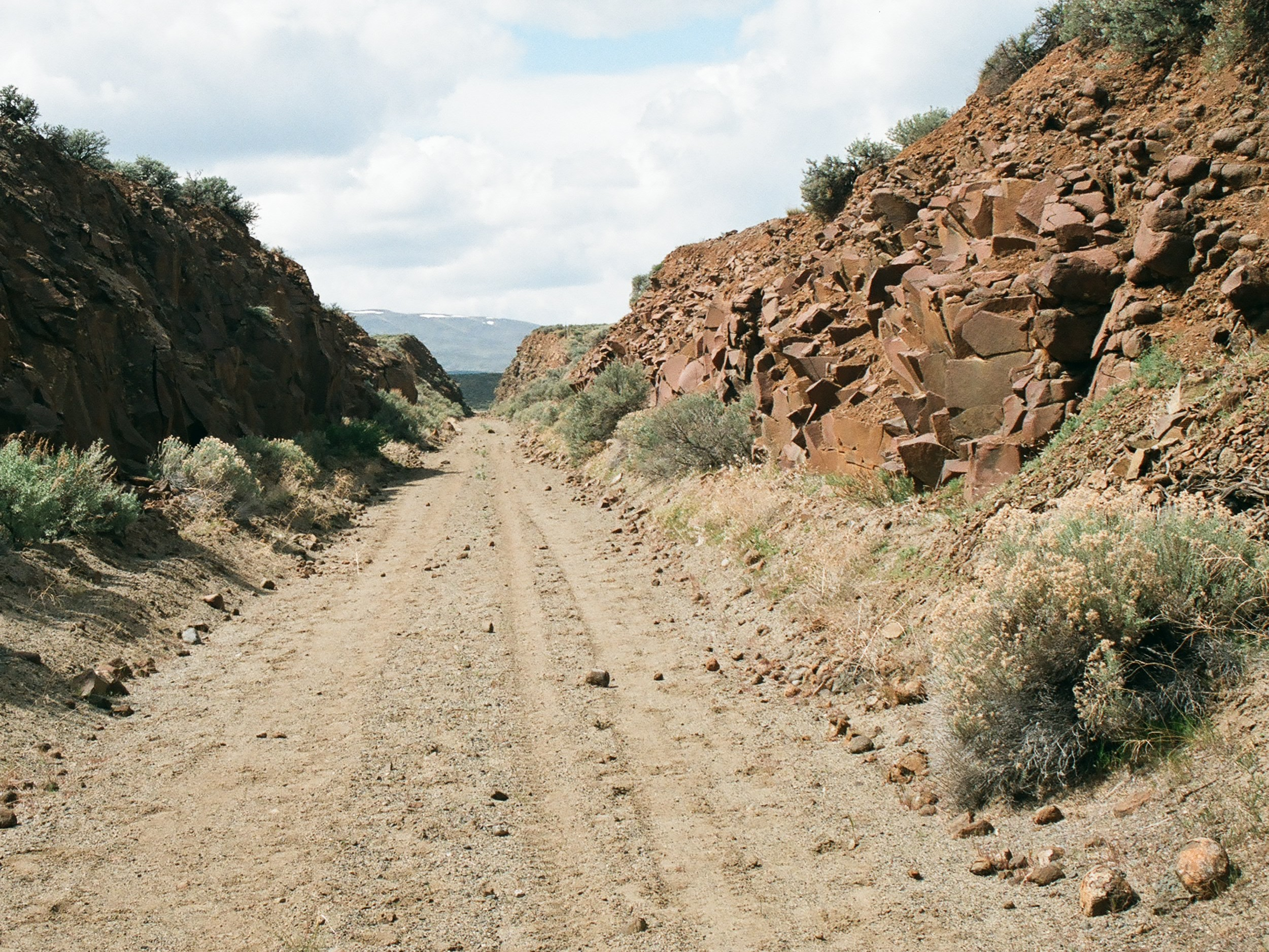
Stezka John Wayne Pioneer Trail procházející centrem

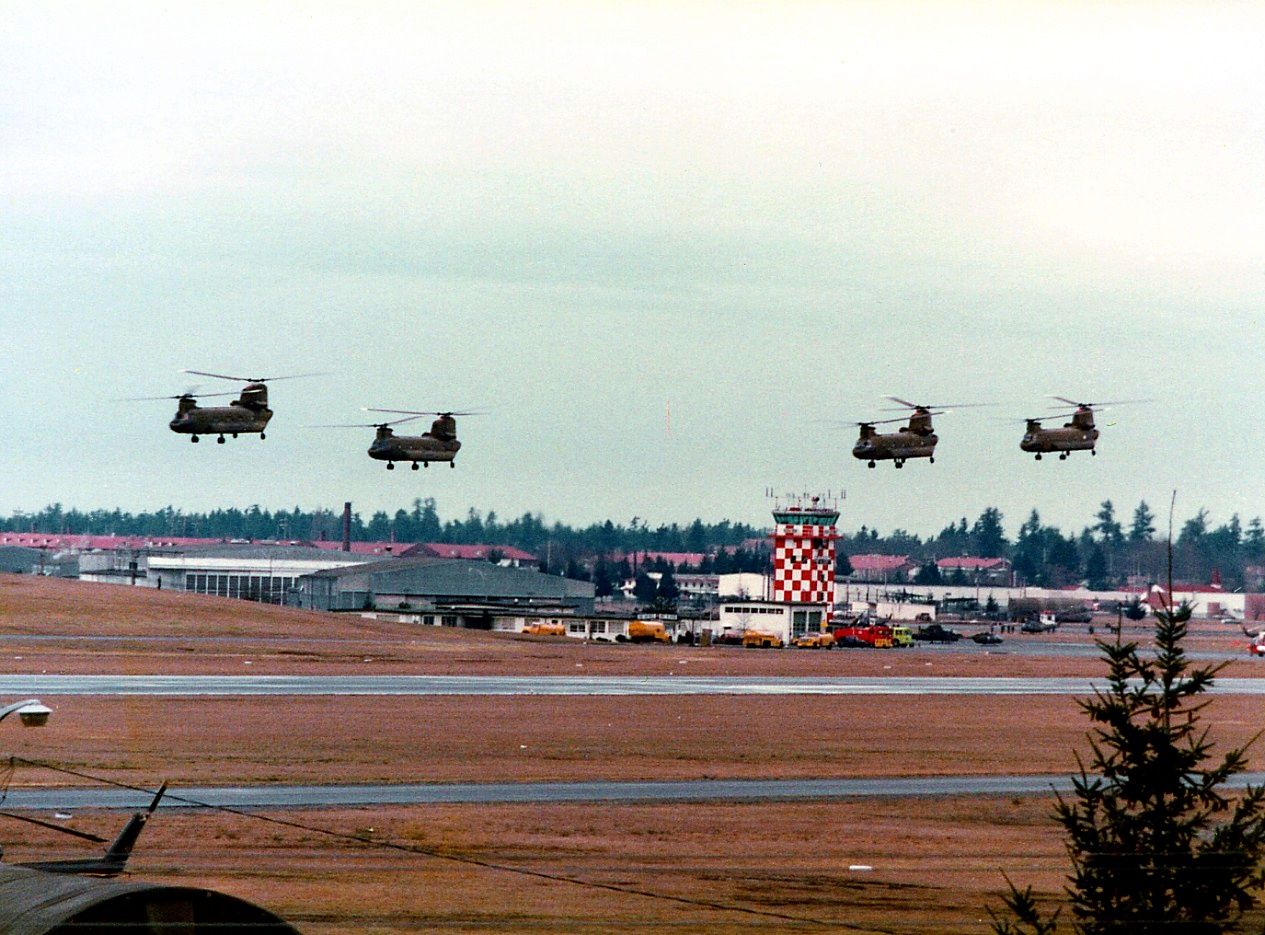
Čtyři vrtulníky Boeing CH-47 Chinook nad základnou

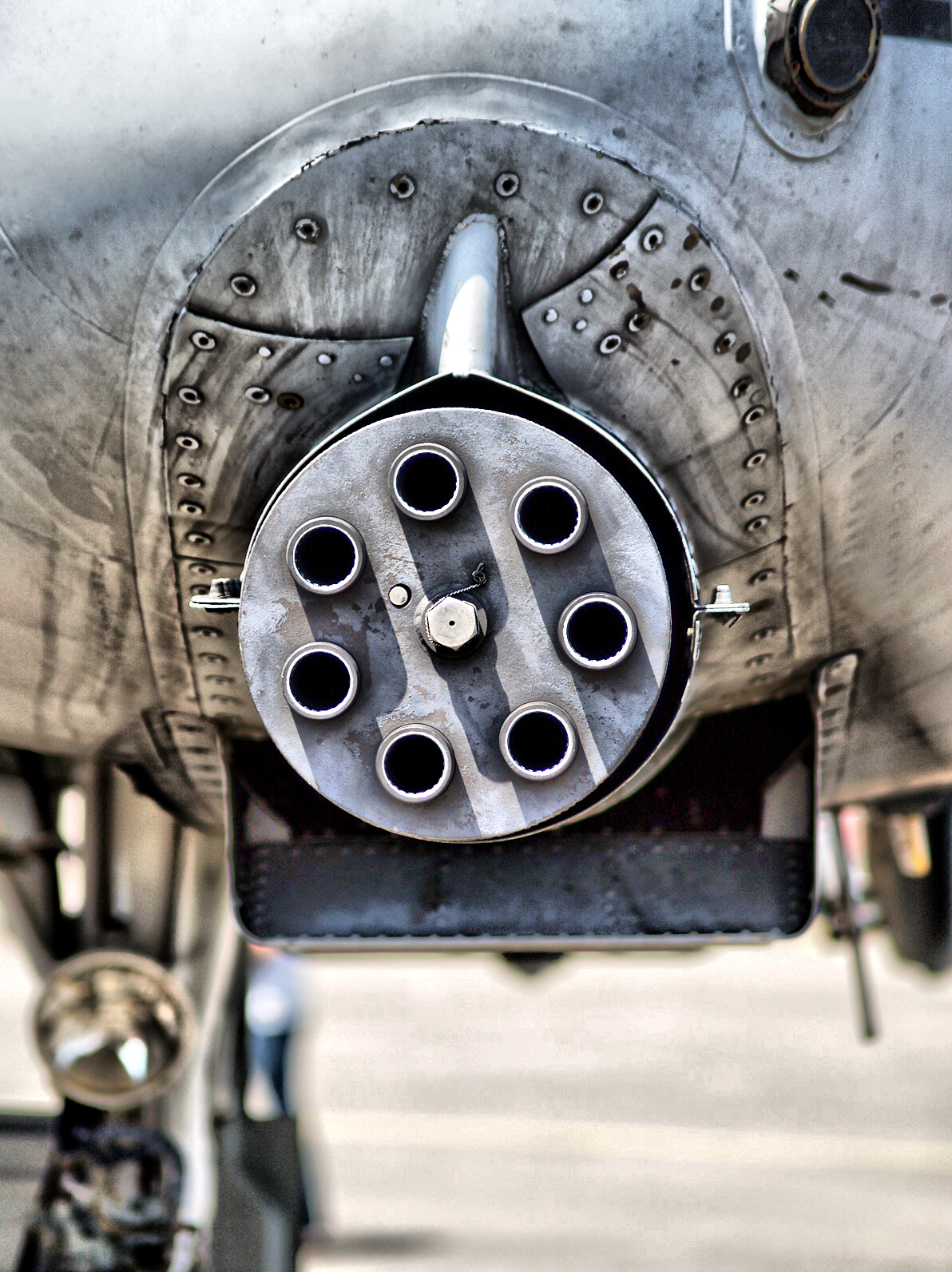
Detail na letadlovou zbraň A-10 Thunderbolt II.

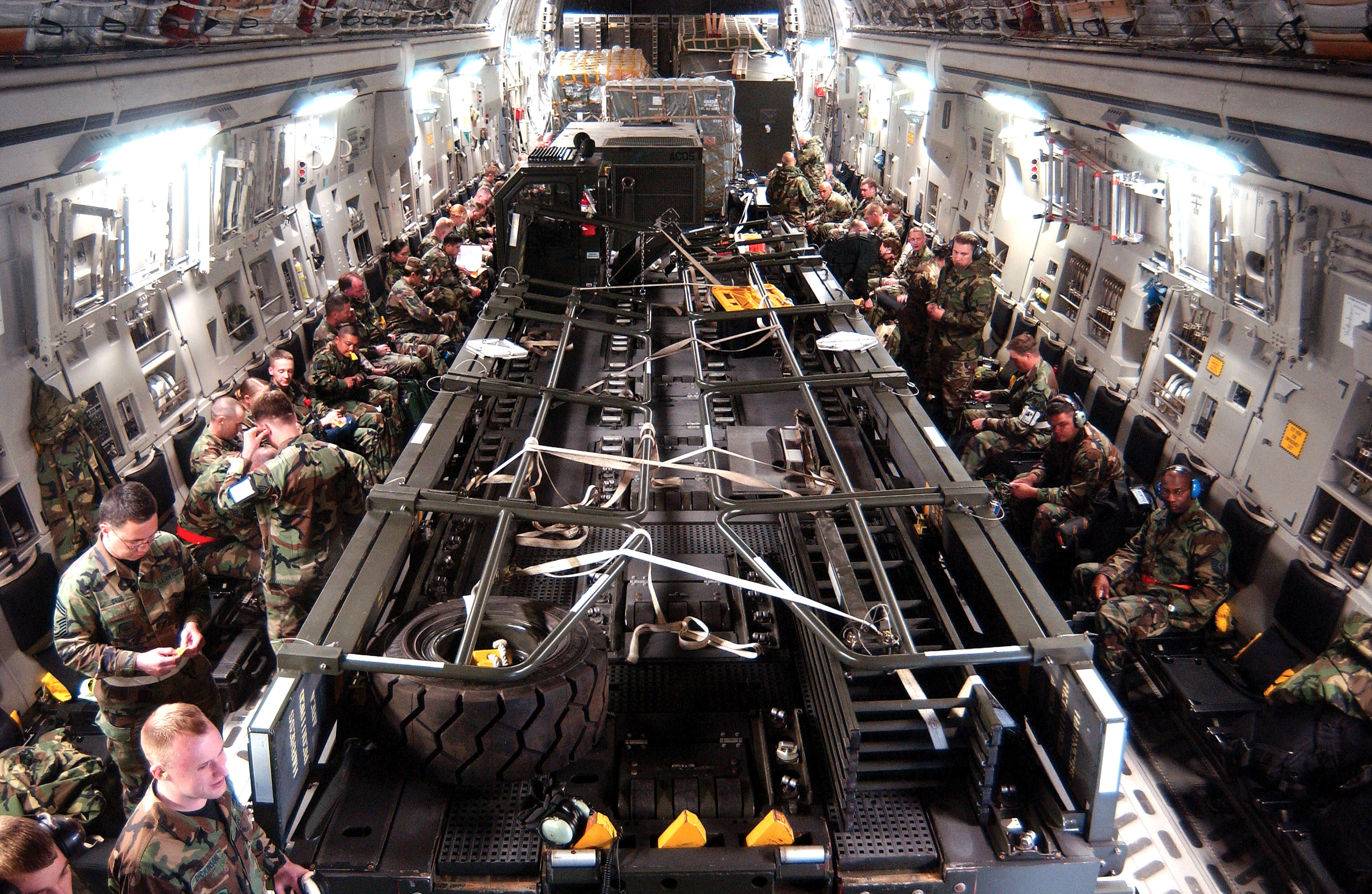
Interiér letadla Boeing C-17 Globemaster III

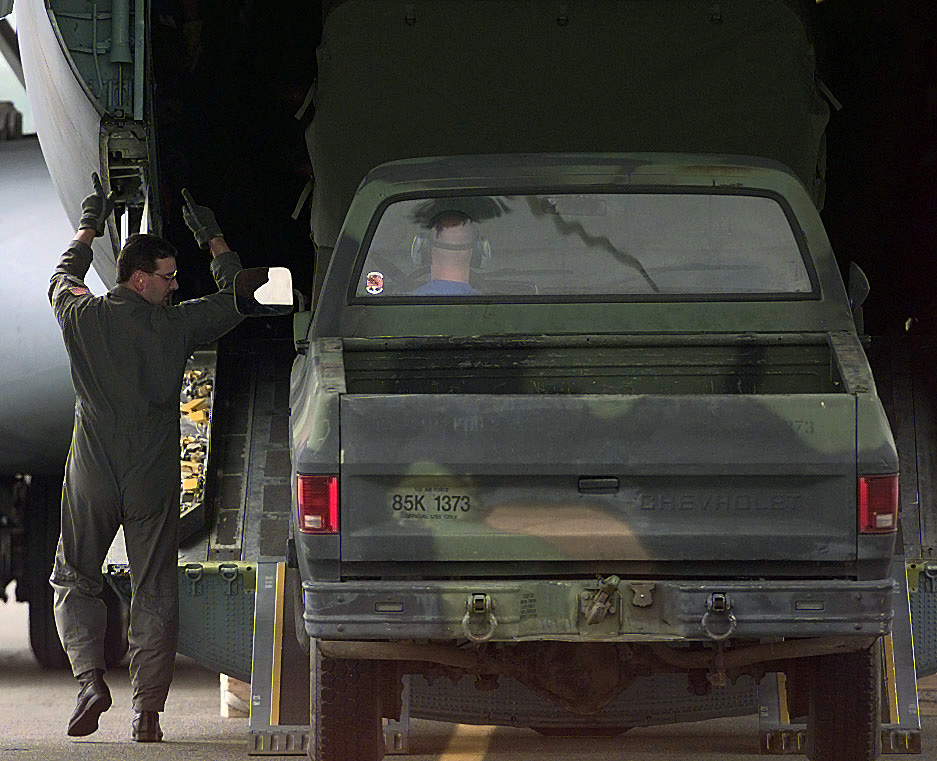
Nakládání automobilu na Lockheed C-141 Starlifter

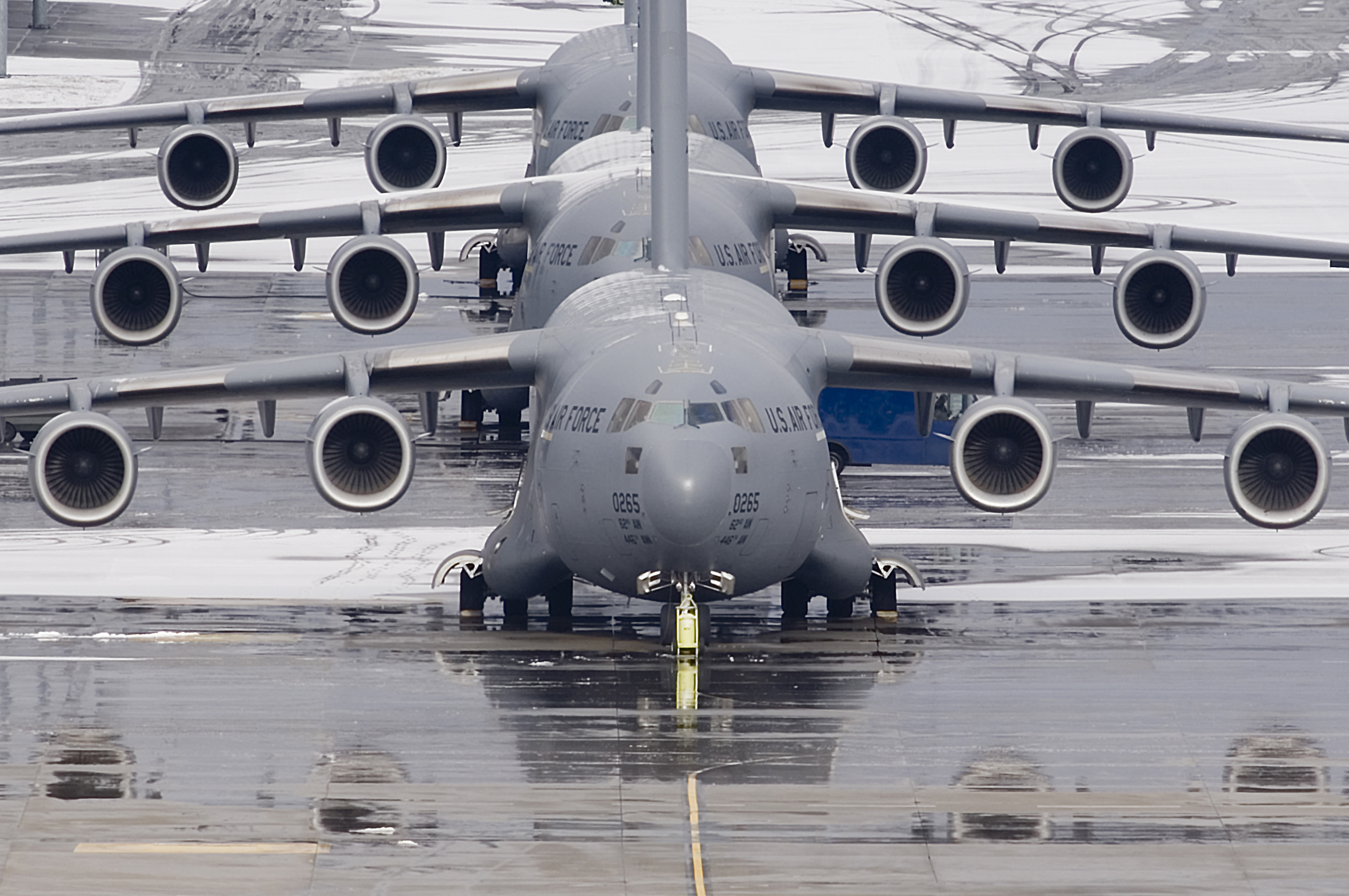
Tři letadla Boeing C-17 Globemaster III připravená na údržbu

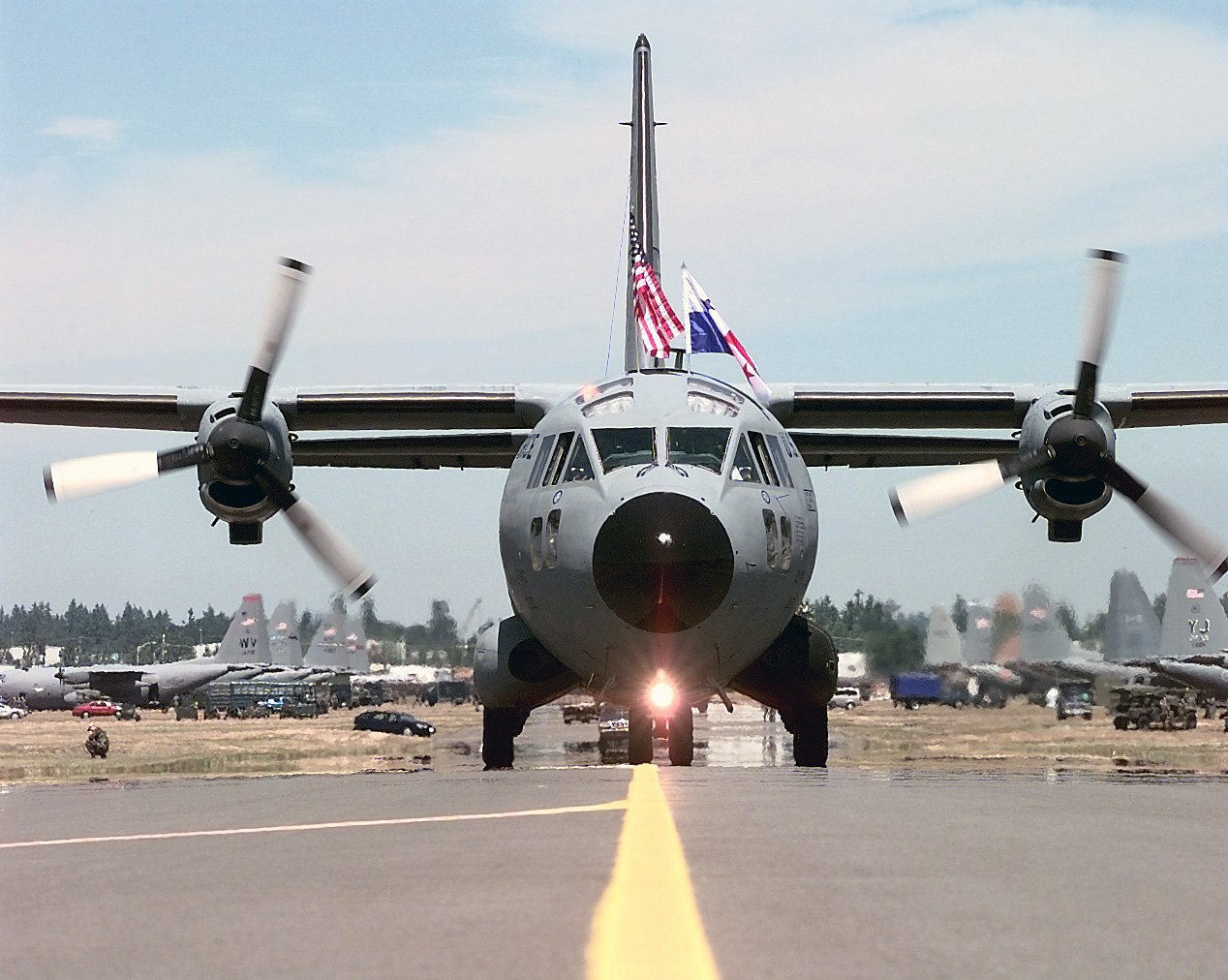
24. letka Spojených států amerických přistává na základnu McChord Air Force Base

Společná základna Lewis-McChord (JBLM) je vojenská základna nacházející se 15 kilometrů jihovýchodně od města Tacoma v americkém státě Washington. Využívá ji Armáda Spojených států amerických a jedná se o amalgamaci Fort Lewis, vojenské základny již dříve patřící armádě, a McChord Air Force Base, která patřila pod Letectvo Spojených států amerických. Toto spojení schválila v roce 2005 speciální komise federální vlády spravující existenci a umístění podobných objektů a došlo k němu v únoru 2010.
Jedná se o výcvikové a mobilizační centrum všech služeb a jediné nástupní místo do konfliktu, které patří armádě a nachází se na západ od Skalnatých hor. Strategické umístění této základny umožňuje rychlý přístup k velkým přístavům v Tacomě, Olympii a Seattlu, odkud může být vypraveno do boje potřebné vybavení. Jednotky k tomuto účelu využívají McChordovo letiště na základně, jedinci nebo menší skupiny také nedaleké letiště Seattle-Tacoma International Airport. Umístění základny rovněž umožňuje jednotkám amerického letectva provést boj nebo poskytnout humanitární pomoc kdekoli na světě, a to díky nejnovějším a nejflexibilnějším nákladním letadlům Boeing C-17 Globemaster III.

## Posádka
Posádka základny provozuje zařízení jménem válečných jednotek, jejich rodin a zbytku vojenské komunity, která závisí na jeho podpoře. Jednotka se snaží poskytnout podporu velitelům misí a místní komunitě, cvičí a ukazuje americkou bojovou sílu a láká ostatní americké válečníky k přestupu na základnu.
S armádním velitelem základny a leteckým náměstkem velitele základny posádka podporuje základnu prostřednictvím direktorátů a agentur poskytujících širokou škálu městských služeb, jako je údržba, rekreační nebo rodinné programy a záchranné služby. Velké organizace tvořící posádku základny zahrnují:
- Ředitelství veřejných prací: Logistika
- Rodinné, morální a rekreační oddělení
- Personální oddělení, Záchranné služby
- Plánovací a výcvikové oddělení

Dále podporují misi zařízení také menší úřady, jako Oddělení vztahů s veřejností, Oddělení pro náboženskou podporu, Správa zdrojů, Úřad rovných možností pro zaměstnání, Plánovací a bezpečností úřad základny a Analytické a integrační oddělení. Dále se základnou spolupracují Poradenské centrum pro civilní osoby, Velitelství kontraktů základny a Úřad pro přepravu osobního majetku.
Do posádky základny patří také vojenské jednotky:
- 1. společná mobilizační brigáda - poskytuje velení a kontrolu nad mobilizací, podporu mobilizovaným jednotkám a mobilizuje či demobilizuje náhradní jednotky ze všech vojenských služeb.
- 627. letecká skupina základny - poskytuje velení, kontrolu a dozor nad letci působícími na základně ve jméně posádky základny.
- Velitelství základny - poskytuje dozor nad členy armády na základně a podporuje nové vojáky v jejich době aklimatizace.

## Fort Lewis
Fort Lewis, pojmenovaná po Meriwetheru Lewisovi z expedice Lewise a Clarka, je jednou z největších a nejmodernějších vojenských rezervací ve Spojených státech. Její rozloha je 350 km² a nachází se na prérijní půdě uprostřed ledovcově vytvořené Nisquallyjské planiny. Také se jedná o přední vojenské zařízení na severozápadě země a nejúspěšnější armádní zařízení v zemi, co se počtu uchazečů o místo týče.

### Jednotky
I. sbor Armády Spojených států amerických velí většině armádních jednotek na základně a provádí plánování a spolupráci s ostatními aktivními či záložními jednotkami v pevninských Spojených státech. Jedná se o jeden ze čtyř velících sborů americké armády a jeden ze tří, které působí právě v pevninských Spojených státech. Celý sbor je stále připraven k okamžitému zásahu kdekoli na světě a k velení až pěti divizí nebo společné bojové skupiny.
Od roku 1981, kdy byla sboru základna přidělena, se zdejší jednotky účastnily Operace Just Cause, Operací Desert Shield a Desert Storm při Válce v Zálivu, Operace Provide Comfort v severním Iráku, Operace Iraqi Freedom a Operace Enduring Freedom. Dále pomáhaly v obnově pořádku po výtržnostech v Los Angeles roku 1992, Operaci Safe Harbor nedaleko základny v Guantánamu, podpoře oblastí postižených hurikány Andrew na Floridě a Iniki na Havaji a hrály důležitou roli při Operaci Restore Hope v Somálsku a obnově míru v Kosovu.
Dále jednotky podpořily velení Operace Desert Storm, kterého se účastnil generálporučík Calvin Waller a zástupce velitele sboru, generálmajor Paul Schwartz jako podřízení generála Normana Schwarzkopfa. V lednu 2003 oslavil I. sbor své 85. výročí. V červenci 1918 převzal taktickou kontrolu nad jednotkami bojujícími na Západní frontě, na východě Francie. Vojáci sboru se zúčastnili Druhé bitvy na Marně, Bitvy o Saint-Mihiel a Bitvy o Argonský les. Právě ve Francii byl sbor roku 1919 rozpuštěn.
V roce 1981 byl ale opět aktivován, a to na základně Fort Lewis. V říjnu 1999 oznámil náčelník armádního personálu, generál Eric Shinseki, že I. sbor povede akceleraci přeměny armády, výcviku a vytvoření dvou prvních bojových brigád používajících obrněná bojová vozidel Stryker na základně Fort Lewis.
Od 11. září 2001 se sbor a jednotky základny zúčastnily již zmíněných operací ve válce proti světovému terorismu a také Operace Noble Eagle, která po útocích zajišťovala ochranu Spojeným státům.
V únoru 2004 byla spuštěna společná bojová skupina Olympia, která sloužila jako část I. sboru při velení jednotek vysazených v Iráku. Jednalo se o první útočné nasazení jednotek pod I. sborem od Korejské války a zúčastnili se jej vojáci ze všech tří částí armády (aktivní, náhradní a Národní garda), námořní pěchota a Australané. Ve skupině se nacházely jednotky 3. bojový brigádní tým Stryker, 2. pěší divize, která do Iráku dorazila v listopadu 2003 a po roce války se vrátila na základnu Fort Lewis, a 25. pěší divize, která ji v září 2004 nahradila a v září 2005 už byla zpět na americkém kontinentu. V červnu 2006 se 25. pěší divize stala 2. jezdeckým plukem/bojovým brigádním týmem Stryker s domovskou základnou v Německu. Ve stejný den byla vytvořena 4. brigáda 2. pěší divize.
Na základně Fort Lewis sídlí následující jednotky:
- 7. pěší divize Spojených států amerických
- 42. brigáda vojenské policie Spojených států amerických
- 2. brigáda 2. pěší divize Spojených států amerických
- 3. brigáda 2. pěší divize Spojených států amerických
- 4. brigáda 2. pěší divize Spojených států amerických
- 17. dělostřelecká brigáda Spojených států amerických
- 16. bojová letecká brigáda Spojených států amerických
- 62. zdravotnická brigáda Spojených států amerických
- 201. pozorovací brigáda Spojených států amerických
- 555. technická brigáda Spojených států amerických
- 593. podpěrná brigáda Spojených států amerických
- 1. skupina speciálních jednotek Spojených států amerických
- 2. prapor, 75. jezdecký pluk Spojených států amerických
- 66. frontové letecké velení Spojených států amerických
- 4. prapor, 160. letecký pluk speciálních operací Spojených států amerických
- 191. pěší brigáda Spojených států amerických
- 6. skupina vojenské policie Spojených států amerických
- Poddůstojnická akademie Henryho H. Linda
- 404. armádní bojová podpůrná brigáda Spojených států amerických
- 8. brigáda Velitelství kadetů Armády Spojených států amerických
- Washingtonské regionální letecké centrum
- Zdravotnické velení západních Spojených států amerických
- Velení veřejného zdravotnictví severozápadních Spojených států amerických
- Zubařská ordinace KIM
- Veterinářská ordinace

### Hlavní a severní jednotka základny
Na základně pracuje dohromady více než 25 tisíc vojáků a civilních zaměstnanců. Dále základna podporuje více než 120 tisíc vysloužilých vojáků a více než 29 tisíc členů rodin žijících jak na základně, tak mimo ni. Samotná základna Fort Lewis má rozlohu 350 km².
Hlavní a severní jednotka základny obsahují početná moderní výcviková zázemí a 115 střelnic. Další prostor nabízí Yakimské výcvikové centrum ve východním Washingtonu, kde se nachází manévrovací prostory a dalších pět střelnic.
V roce 2009 byla zdejší věznice přestavěna a přejmenována na Severozápadní společné regionální korekční zařízení, kde jsou uvězněni zločinci minimálního a středního nebezpečí ze všech oddělení amerických ozbrojených sil.
V letních měsících, tedy od června do srpna každého roku, se zde koná Kurs rozvoje vedoucích schopností a vyhodnocení (LDAC), který je vyvrcholením výcviku náhradních důstojníků (ROTC).
Nedaleko základny se nachází Camp Murray, základna americké národní gardy.

### Yakimské výcvikové centrum
Hlavním zařízením spadajícím pod základnu je Yakimské výcvikové centrum, které poskytuje velké množství výcvikové půdy a střelnic pro jak aktivní, tak rezervní jednotky. Rozloha centra je více než 1 300 km² a jedná se o zařízení světové třídy, kde se jednotky připravují na jakoukoli misi, která je může v budoucnu potkat.
Centrum se nachází vysoko v poušti a pokrývají jej pelyňky, vulkanická uskupení, suché rokliny a velké skály. Nachází se zde rovná údolí, která jsou oddělena prostřednictvím hřebenů, které jsou upraveny pro přístup velkých motorových vozidel nebo motorizovaných jednotek. Většina zdejšího příkrého terénu připomíná ten, který se nachází v Afghánistánu. Pětadvacet střelnic, včetně moderního multifunkčního střeleckého komplexu a střeleckého domu, jsou přístupné pro výcvik jedince nebo kolektivu.
Před rokem 1941 se na území centra nacházely farmy a křemenové doly, až krátce před 2. světovou válkou zde armáda našla ideální místo pro výcvik vojáků a nácvik manévrů. Armáda s majiteli půdy vyjednala pronájem 650 km² zdejší půdy pro protiletadlovou dělostřelnici. Vojenské organizace na Severozápadě USA využívaly zdejší střelnice a zbytek centra pro menší testy jednotek. První střelnice byla postavena roku 1942 na Umtanumském hřebeni, asi 20 km severovýchodně od nynějšího tábora.
V roce 1947 bylo 240 km² pronajaté půdy zbaveno nespotřebované munice a navráceno původním vlastníkům. Zbytek využíval v letech 1949 a 1950 stát Washington pro letní výcvik jednotek Národní gardy a navíc centru přidělil armádní jednotky. Na začátku Korejské války se armáda rozhodla rozšířit centrum, a tak bylo centrum v roce 1951 rozšířeno na 1 058 km² a začala výstavba nynějšího tábora.
V roce 1986 bylo centrum dále rozšířeno a roku 1992 armáda zakoupila další půdu, čímž zvýšila jeho rozlohu na nynějších 1 320 km². Multifunkční střelecké centrum bylo postaveno roku 1989 a Střelecký dům s kurzy městského útoku byl otevřen roku 2005. V centru se rovněž nachází armádní obchod, rekreační centrum a tělocvična pro vojáky a jejich rodiny. Komunitní klub Firing Point s kavárnou byl otevřen roku 2009.

### Grayovo vojenské letiště
Grayovo vojenské letiště se nachází na základně Fort Lewis a nese své jméno po kapitánu Lawrenci C. Grayovi, který přišel o život při letu balónem nad letištěm v listopadu 1927. Nyní letiště používají armádní helikoptéry.
Helikoptéry ze základny pomáhaly při zdravotnických evakuacích v národním parku Mount Rainier, kde sloužily rovněž jako hledací a záchranářské týmy v nepřístupných oblastech na východním, severním a západním svahu hory Mount Rainier, kam pomocí závěsného lana vysazovaly rangery. V 80. letech začaly asistovat při těchto operacích i ve výšce nad 3 tisíce metrů nad mořem. Také byly využívány při kratších záchranných operacích, při kterých byl ranger na místo nehody dopraven v závěsu pod helikoptérou.
Při 2. světové válce používala letiště 4131. armádní letecká jednotka Velitelství letecké dopravy jako pevninskou základnu pro Aljašské západní křídlo, kam distribuovala zásoby, vybavení a letadla pro 11. vojenské letectvo Spojených států amerických, které sídlilo na Elmendorfově letišti nedaleko Fairbanks. Dále jej využívalo Velitelství letecké logistiky jako opravnu letadel a zásobárnu primárně pro letadla, která putovala na Aljašku. Vojenské letectvo zde uzavřelo své zázemí roku 1947.

## McChordovo letiště
McChordovo letiště se nachází mezi obcemi Lakewood a Parkland a svým jménem uctívá památku plukovníka Williama Caldwella McChorda, bývalého náčelníka výcvikové a provozní divize velení leteckého sboru americké armády. Zpočátku se jednalo o letiště základny Fort Lewis.

### 627. letecká skupina
627. letecká skupina má za úkol udržovat strukturu letectva v ohledech organizace, výcviku a vybavení nasazovaných letců. Více než tisíc připravených letců má skupina k dispozici pro expediční bojovou podporu kdekoli na světě. Posádka skupiny zodpovídá za administrativní funkce základny a stará se o letce na základně. Ředitelství skupiny provádí administrativně všechna ocenění, dekorace, hodnocení a koordinaci hlášení. Letci 627. skupiny poskytují denně podporu 37 tisícům vojáků, 10 tisícům civilistů, 52 tisícům rodinných členů a 17 tisícům vysloužilých vojáků.

### Zásobovací letka 62d
Letiště je domovem různých jednotek připravených pro různé mise. Primární aktivní letkou amerického letectva je Zásobovací letka 62d Spojených států amerických, která sídlí na letišti, je částí Velitelství letecké mobility a poskytuje ministerstvu obrany rychlou, flexibilní a zodpovědnou zásobovací kapacitu s hlavní misí rozvoje a údržby expedičních letců globálně zásobujících Ameriku. Dále je také jedinou letkou ministerstva obrany, která má na starost převoz nukleárních zbraní.
Provozní oddělení zásobovací letky 62d Spojených států amerických udržuje připravenost více než 2 500 aktivních a civilních osob a 43 přidělených letadel Boeing C-17 Globemaster III na bojové a humanitární situace. Letka se skládá ze čtyř eskader a jedné podpůrné provozní eskadry. Jsou to 4. zásobovací eskadra Spojených států amerických, 7. zásobovací eskadra Spojených států amerických, 8. zásobovací eskadra Spojených států amerických a 10. zásobovací eskadra Spojených států amerických. Letka má dále vlastní technickou skupinu, podpůrnou skupinu a zdravotnickou eskadru.
Společně s letkou na letišti sídlí také 446. zásobovací letka Spojených států amerických, která slouží jako její náhrada. Dohromady mají k dispozici 50 letadel Boeing C-17 Globemaster III pro bojové zásobovací akce v Americe. Dále na letišti sídlí velení Západního sektoru letecké obrany, dvě jednotky národní gardy a početné další menší jednotky.

### Další jednotky na letišti
- 446. zásobovací letka Spojených států amerických - rezervní letka letky 62d se skládá ze 13 eskader, čtyř skupin a 2 200 náhradníků a civilistů spadajících pod letectvo a podporujících mise letadel Boeing C-17 Globemaster III - zásobovací a záchranářské akce. Tato letka je původcem zhruba 40 procent každodenních misí startujících na letišti, má za sebou přepravu mnoha specializovaných osob na různá místa na zeměkouli a stále podporuje misi svou přítomností na základně. Pod letku patří Provozní oddělení 446. zásobovací letky Spojených států amerických, 97. zásobovací eskadra Spojených států amerických, 728. zásobovací eskadra Spojených států amerických, 313. zásobovací eskadra Spojených států amerických a 446. záchranná evakuační letka Spojených států amerických.

- Západní sektor letecké obrany - největší sektor americké letecké obrany, který je podřízen Severoamerickému velitelství protivzdušné obrany (NORAD) při zajišťování mírové vzdušné suverenity, strategické vzdušné obrany a protidrogových leteckých akcí nad pevninskými Spojenými státy. Jednotku tvoří Národní letecká garda státu Washington, která se hlásí přímo u 1. letectva na Tyndallově letecké základně na Floridě.

- Zbylé jednotky tvoří 1. letecká provozní podpůrná skupina, Eskadra speciálních taktik 22d, Informační eskadra 262d a 361. verbovací eskadra.

### McChordovo letecké muzeum
Na letišti se také nachází jedno z největších a nejmodernějších vojenských muzeí ve Spojených státech.

## Madiganův zdravotnický systém
Zdejší vojáci získávají zdravotnickou péči přímo na základně přes Madiganův zdravotnický systém, do kterého patří Madiganovo vojenské zdravotnické centrum, Okubova klinika a Nisquallyjská klinika. Zdejší letci ji získávají rovněž v Madiganově vojenském centru, ale také na McChordově klinice.

## Geografie
Obec, kterou základna tvoří, má rozlohu 41,2 km², z čehož 4 % tvoří vodní plocha. Zdejší terén obsahuje jak husté jehličnaté lesy, tak otevřenou prérii smíchanou s pásy lesů buku Quercus garryana, která je typická pro pobřeží Pugetova zálivu. Vegetaci zde na mnoha místech také tvoří invazivní janovec metlatý, na cvičištích se často vyskytuje Toxicodendron diversilobum a také se zde nachází husté porosty pcháče rolního. Všechny stojící stromy jsou chráněny vyhláškou základny, a je tedy protizákonné je kácet nebo řezat. Pro krajinu základny jsou také typické skalnaté útvary ledovcového původu. V létě může zdejší teplota vyrůst ke 35 °C, červenec a srpen jsou zde rovněž nejsuššími měsíci.

## Demografie
Ze 13 745 obyvatel, kteří roku 2010 žili na základně Fort Lewis, tvořili 68 % běloši, 12 % Afroameričané a 3 % Asiaté. 16 % obyvatelstva bylo hispánského původu.
Ze 2 507 obyvatel, kteří roku 2010 žili na základně McChord Air Force Base, tvořili 70 % běloši, 9 % Afroameričané a 3 % Asiaté. 14 % obyvatelstva bylo hispánského původu.